# Lisa Raymond
Lisa Raymond (nascuda el 10 d'agost de 1973 en Norristown, Pennsilvània, Estats Units) és una tennista professional.
Va aconseguir el núm.1 de l'escalafó mundial en dobles. Va aconseguir la seua millor posició en individuals a l'octubre de 1997, en ser núm.15.
Raymond va obtenir més de 5.5 milions de dòlars en guanys durant la seua carrera. En individuals va arribar als quarts de final de l'Obert d'Austràlia i del torneig de Wimbledon. La destra jugadora va obtenir importants triomfs sobre la nord-americana Venus Williams i la suïssa Martina Hingis.
Raymond es va declarar lesbiana, i va arribar a tenir una llarga relació amb la seua exparella de dobles Rennae Stubbs.